# Javier de Villota
Francisco Javier de Villota Ruiz (Madrid, 17 de marzo de 1942-Madrid, 15 de noviembre de 2024), más conocido como Javier de Villota, fue un pintor, escultor y arquitecto español. Académico de la Real Academia de Bellas Artes de San Telmo desde 2014. Recibió el Premio Bernardo de Gálvez en el año 2016 por sus trabajos artísticos en torno a la memoria histórica de este personaje.
Su discurso plástico está marcado por el compromiso y activismo por los derechos humanos. Pese a manifestarse en un lenguaje expresivo cercano al expresionismo abstracto suele recurrir a la realidad más concreta para optimizar el mensaje urgente de denuncia, como bien ejemplifican las series de Los Grises o el Mercado de la Muerte.

## Biografía
Javier de Villota nació en Madrid el 17 de marzo de 1942,[cita requerida] descendiente de dos generaciones de artistas, siendo bisnieto de José Diez y Palma y sobrino nieto de José Gutiérrez Solana, una familia que inculcó en él el interés por el arte y la cultura. En 1955 comienza a pintar de forma autodidacta y con 14 años, ingresa en la Escuela de Artes y Oficios de Madrid.
Continua con los estudios de dibujo y pintura y en 1969 obtiene el título de Arquitecto Superior en la Escuela Técnica Superior de Arquitectura de Madrid. En 1970, realiza su primera exposición individual en la Galería Grosvenor de Madrid y al año siguiente se especializa como Arquitecto Superior en Arqueología y Restauración de Monumentos y comienza a impartir clases de Análisis de Formas en la misma escuela donde un par de años más tarde consigue la cátedra de Dibujo.
En 1977 decide trasladarse a Inglaterra para dedicarse enteramente a la investigación artística y donde residió durante 7 años tras los cuales se mudó a Estados Unidos por otros 4 años, hasta que finalmente vuelve a España en 1988 donde realiza su investigación Sincretismo y Postsincretismo.
Durante los años 90 siguió trabajando en Madrid, donde realizó una escenificación pública de la Matanza del Mercado de Sarajevo en 1994. Desde entonces ha realizado obra y exposiciones por toda España, así como en Estados Unidos, Chile y México.
En septiembre de 2001 recibió un homenaje del Ayuntamiento de Madrid a través de una exposición retrospectiva de 157 obras en el Centro Cultural de la Villa de la Plaza Colón, así como una publicación monográfica, que recogía sus cuerpos de trabajo desde finales de 1950 hasta el año 2000. En el año 2009, sería el Station Museum of Contemporary Art de Houston, en Estados Unidos quien organiza la exposición individual Dehumanization Echo, curada por James Harithas quien revisa sus series sobre la Inquisición, el Mercado de la Muerte o España 98'. Un concepto expositivo similar sería presentado cuatro años más tarde en España por el Centro de Arte de Alcobendas, bajo título del Eco de la Deshumanización, curado esta vez por Alejandro de Villota quien coordina a su vez la edición de un catálogo del proyecto bajo título homónimo.
El 10 de junio de 2014 ingresó como Académico Correspondiente de Madrid de la Real Academia de Bellas Artes de San Telmo; con su discurso de entrada: “Re-Humanizando el Arte”. Posteriormente, el 17 de diciembre de 2015 se presenta en la Casa de América de Madrid el libro "Líneas de la NO Libertad, Imaginario de un artista", una coedición de la UNAM (México) y el investigador Alejandro de Villota que repasa el proyecto artístico de Javier de Villota en el Memorial del 68 del Centro Cultural Universitario Tlatelolco, UNAM. También, se realiza una mesa redonda multidisciplinar en la Universidad Pontificia de Comillas, ICADE, el 15 de diciembre de 2015 en torno a este mismo título organizada por el coeditor de la publicación, Alejandro de Villota. Este mismo título, se presentaría el 25 de enero de 2017 en el Museo Universitario de Arte Contemporáneo, MUAC, de la UNAM, en la Ciudad de México.

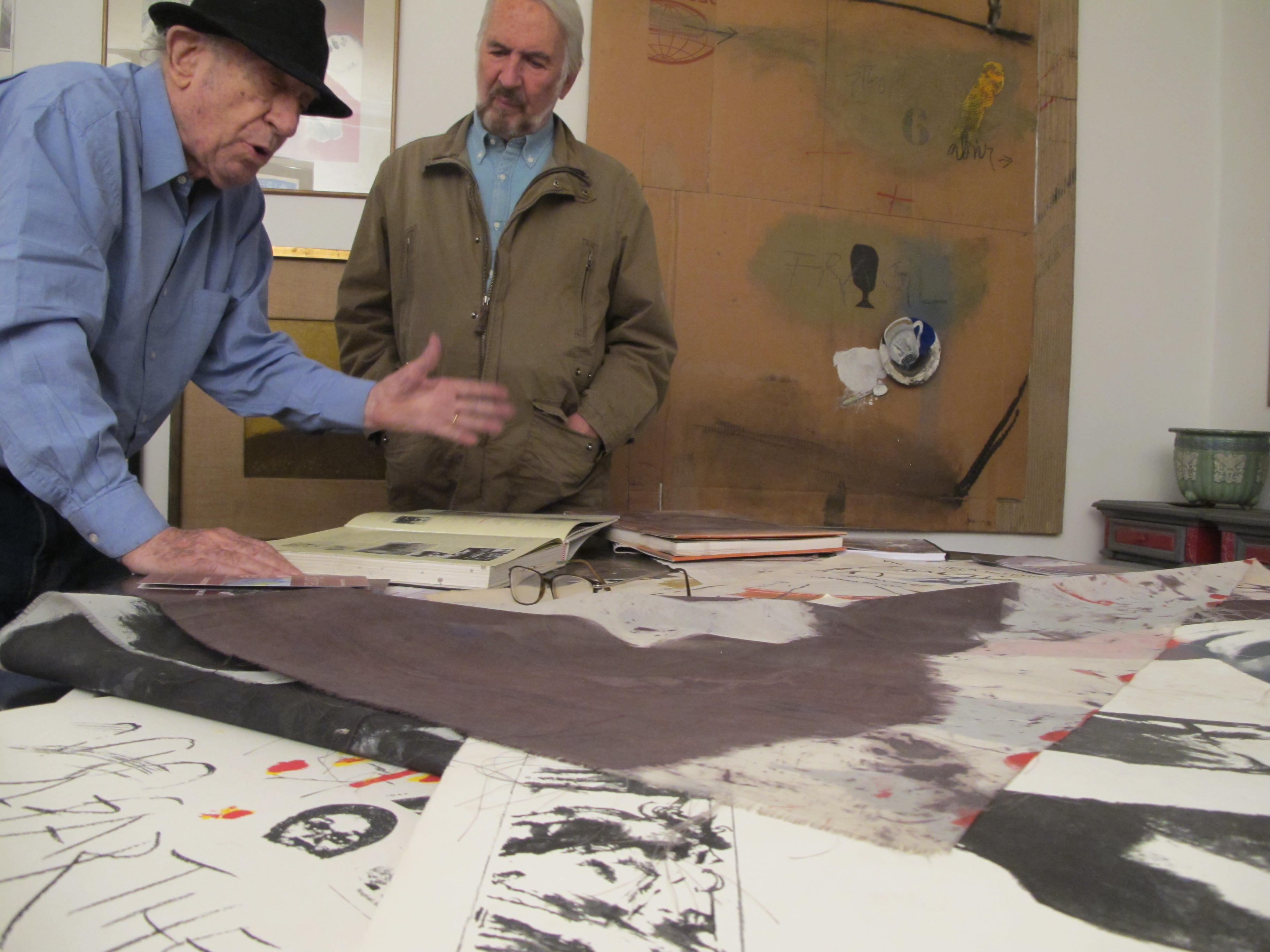
El artista con Gracia Barrios y José Balmes en su estudio en Santiago. 2013
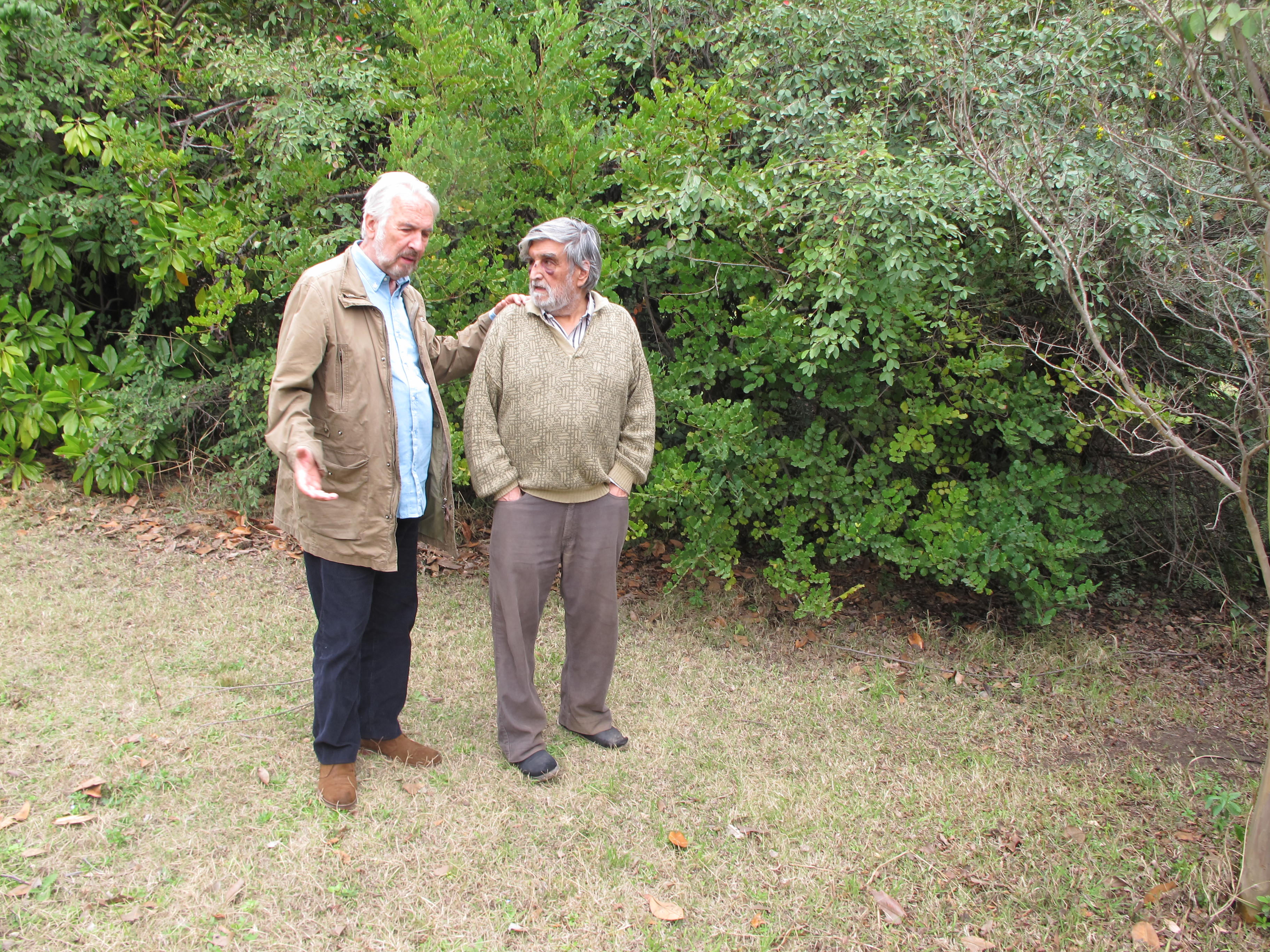
El artista con the Chilean National Art Prize Guillermo Nuñez (Santiago, 1930)
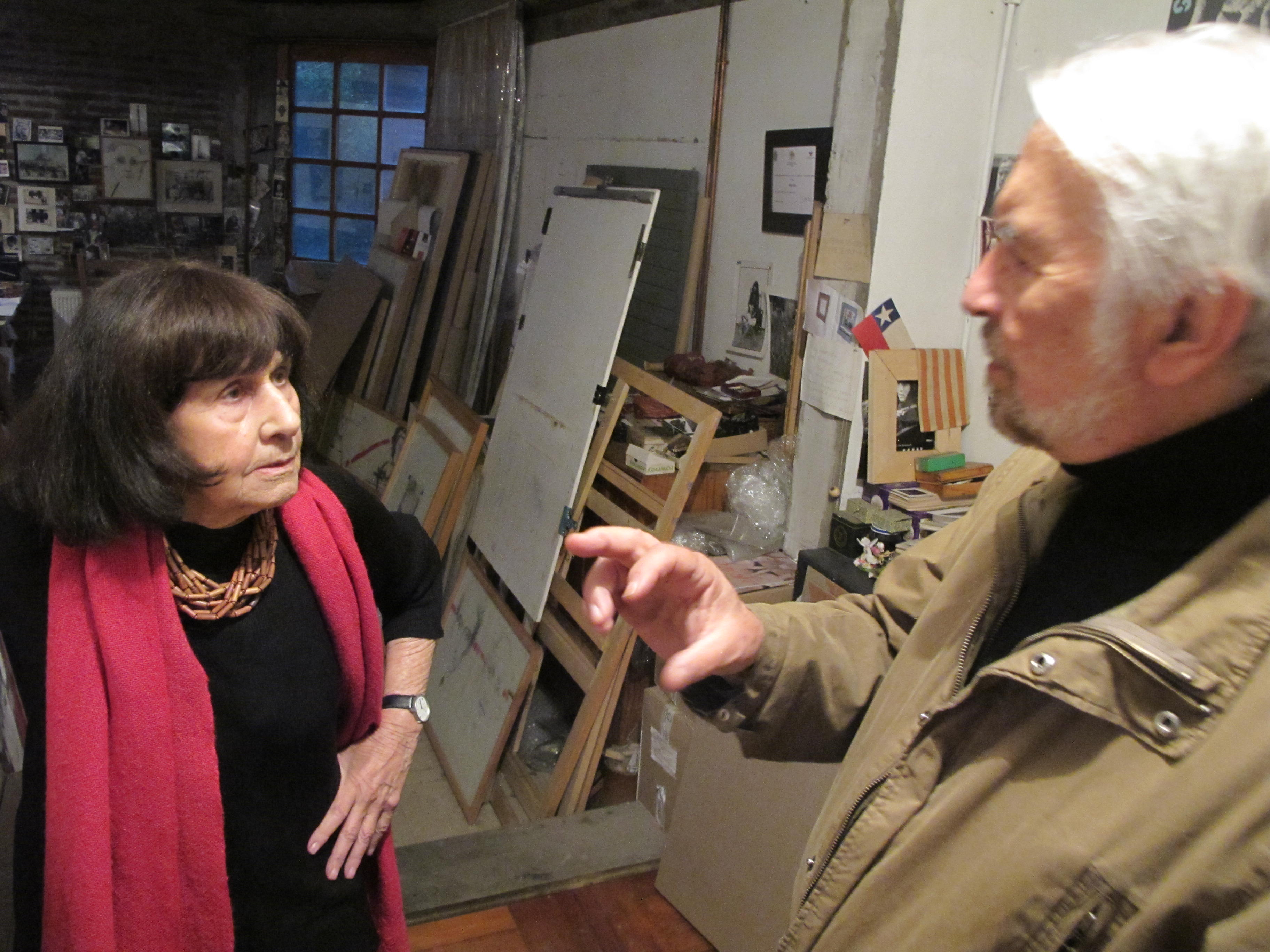
El artista con Roser Bru (Barcelona 1923) en su estudio en Santiago, 2013
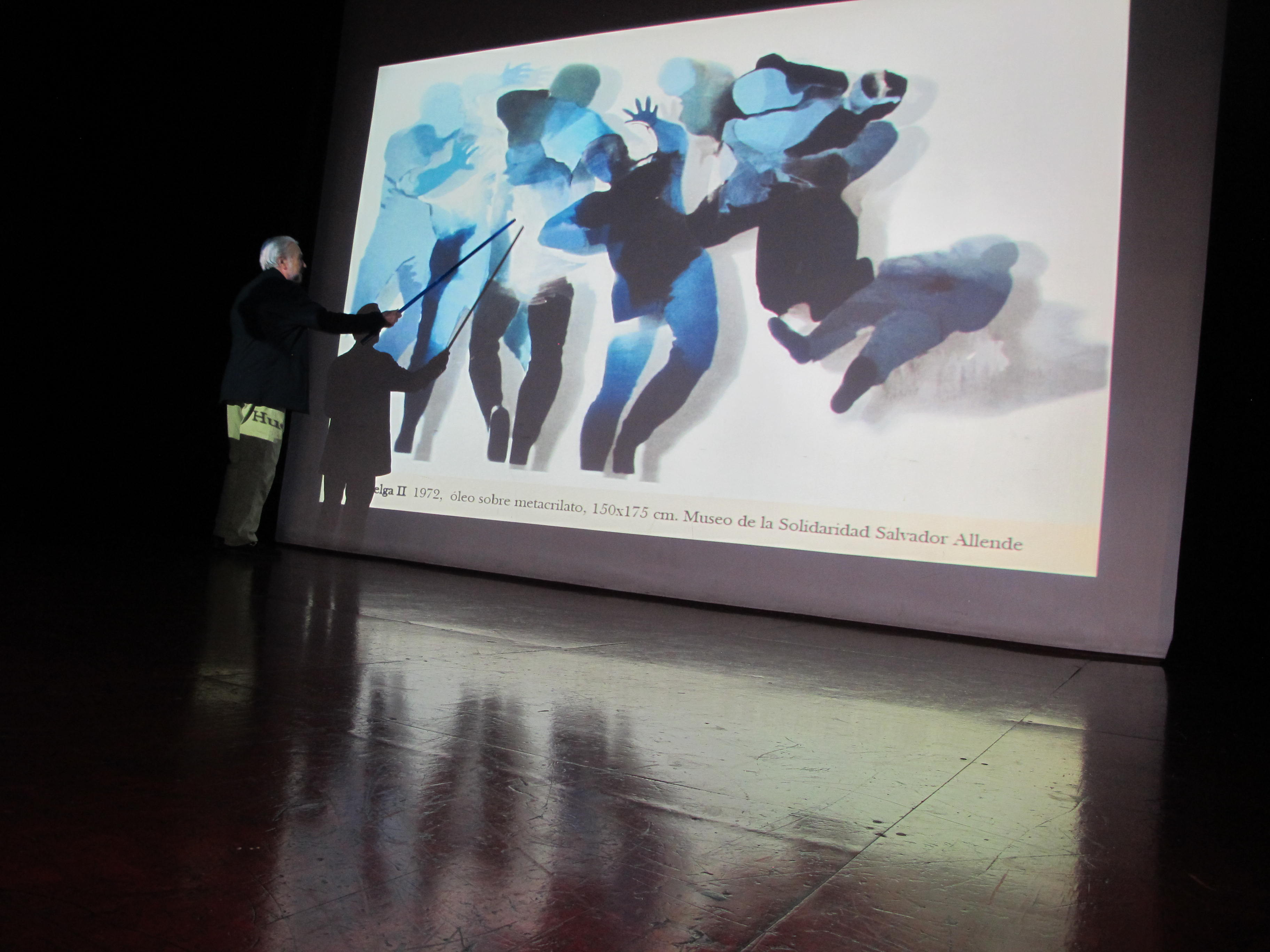
El artista en el Centro Cultural de España, Santiago. Chile. 2013
El artista preparando la exposición Dehumanization Echo en el Station Museum (2009)
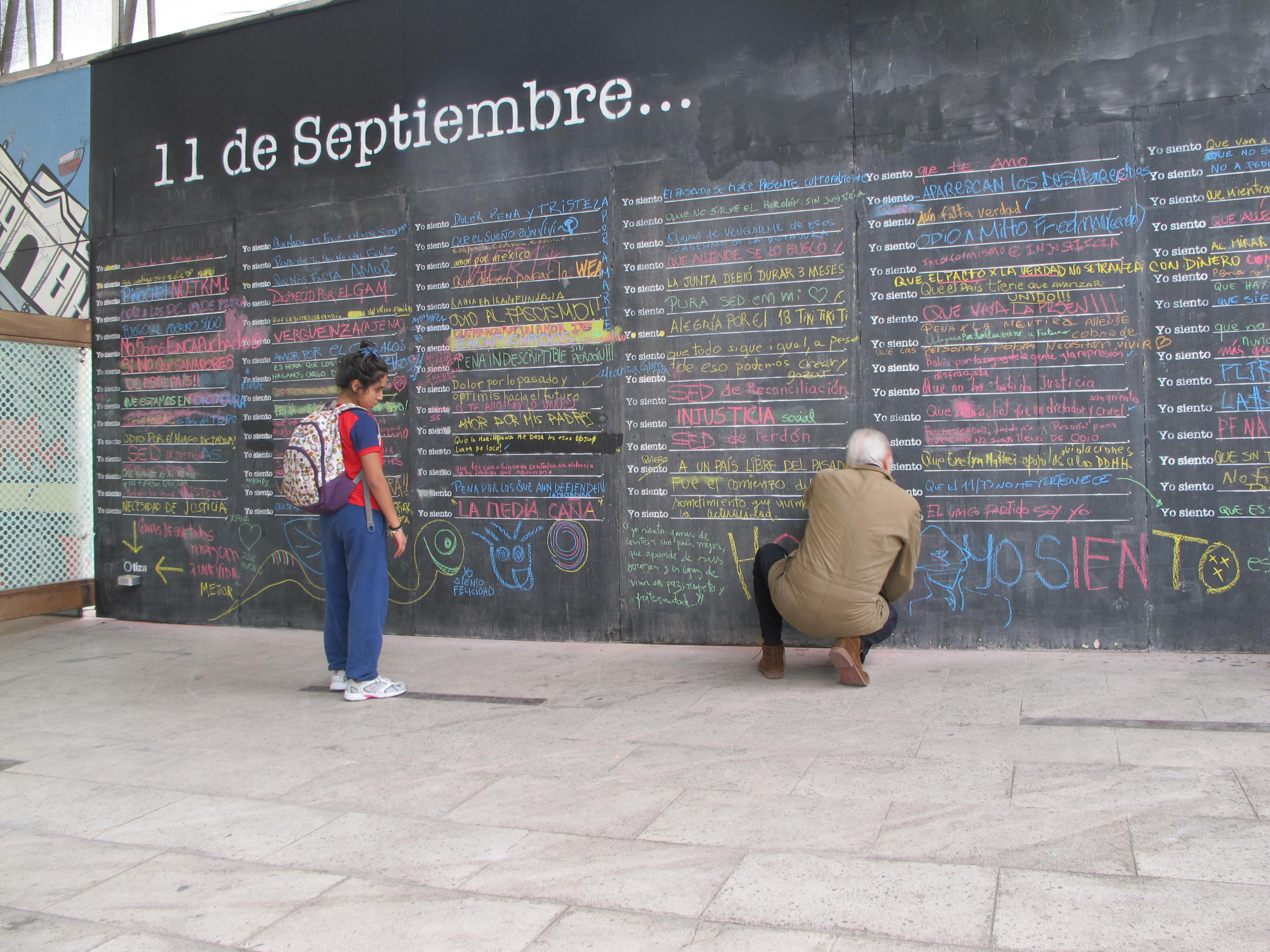
El autor en el Centro Cultural Gabriela Mistral de Santiago de Chile el 11 de septiembre de 2013

Entre el año 2014 y 2017 realiza una gira de exposiciones retrospectivas en México curadas por Alejandro de Villota y su obra recorre el Museo José Luis Cuevas- INBA (Ciudad de México), el Museo de Arte Abstracto Manuel Felguérez (Zacatecas), el Centro Cultural Universitario Tlatelolco-UNAM (Ciudad de México), la Galería de Arte de la Benemérita Universidad Autónoma de Puebla, BUAP así como en el Museo de Arte Contemporáneo de Yucatán, MACAY.
Entre el 7 de diciembre de 2017 y el 25 de marzo de 2018 expone treinta obras de su cuerpo de trabajo sobre "Los Grises-Policía Armada (1970-1975)" y otras series artísticas como parte de la exposición "Palimpsestus; Image & Memory", celebrada en el Museo de Arte de las Américas, AMA de la Organización de Estados Americanos, en Washington, DC, USA. En esta exposición, curada por Alejandro de Villota, expone su obra como parte de un Bestiario y en diálogo con treinta artistas latinoamericanos de larga trayectoria tales como Roberto Matta, Jorge de la Vega, Roser Bru, Gracia Barrios, Carlos Cruz-Diez, José Balmes, Guillermo Núñez o Graciela Iturbide.

### Obra en colecciones permanentes de museos
La obra de Villota figura en los catálogos de distintos museos, como el Museo Nacional Centro de Arte Reina Sofía (España), Real Academia de Bellas Artes de San Fernando (España), Biblioteca Nacional de España, Station Museum of Contemporary Art (USA),  Museo Nacional de Arte (Bolivia), Museo de Arte Contemporáneo (Chile), Museo Nacional de Bellas Artes (Chile), Museo de la Solidaridad Salvador Allende de Arte Contemporáneo (Chile), Pinacoteca Universidad de Concepción (Chile), Centro de Arte Contemporáneo de Málaga (España), Museum of Fine Arts (Hungría).